# Het eenzame hart
Het eenzame hart is en hoorspel van Arch Oboler. This Lonely Heart werd op 28 juni 1939 door de NBC uitgezonden en vertaald door H. de Wolf. De AVRO zond het uit op donderdag 16 april 1964. De regisseur was Dick van Putten. De uitzending duurde 76 minuten.

## Rolbezetting
- Peronne Hosang (Nadeschda Philaratowna von Meck)
- Paul van der Lek (Peter Iljitsch Tsjaikovski)
- Wam Heskes (Nicolaas Rubinstein)
- Barbara Hoffman, Elly den Haring, Joke Hagelen, Jan Verkoren, Harry Bronk, Donald de Marcas, Rien van Noppen & Hans Veerman (verdere medewerkenden)

## Inhoud
Peinzend zat mevrouw Nadeschda Philaratowna von Meck voor zich uit te staren in haar rijke maar donkere salon in een stad van het keizerlijke Rusland rond 1860. De middelbare leeftijd was ze reeds gepasseerd, haar man was gestorven en in haar ogen had het leven geen zin, geen doel en geen eind meer. De kinderen die haar echtgenoot haar had nagelaten leefden hun eigen leven. En ondanks die kinderen, haar huishouding, haar beleggingen, de spoorwegen die van haar waren, bezat ze niets en toch moest ze iets hebben. Dat “iets” kwam in haar leven via de persoon van Nicolaas Rubinstein, die bij haar aanklopte en om financiële steun kwam vragen voor een van zijn leerlingen, niemand minder dan Pjotr Iljitsj Tsjaikovski. Vanaf dat moment veranderde het leven van mevrouw Von Meck. Er ontstond een drukke correspondentie tussen haar en de nog jeugdige Russische componist. Ze werd zijn rijke bewonderaarster en betaalde al zijn schulden. Na zijn ongelukkig huwelijk had Tsjaikovski via briefwisseling de vierde symfonie in 1877 opgedragen aan mevrouw Von Meck. De componist had haar bij deze gelegenheid “mon meilleur ami” genoemd. Ondanks de veelvuldige correspondentie had ze Tsjaikovski nooit gesproken, maar slechts enkele keren uit de verte gezien. Zijn schuwheid was toen nog bekend door zijn uitspraak: “Het samenzijn met mensen is alleen dan aangenaam, wanneer het tot geen gesprek verplicht.”